# Naoufel Ghassiri
Naoufel Ghassiri (en arabe : نوفل غسيري) est un footballeur algérien né le 12 janvier 1988 à Biskra. Il évolue au poste de milieu gauche à l'US Biskra.

## Biographie
Il évolue en première division algérienne avec les clubs du CA Batna et de l'US Biskra. Il dispute actuellement 36 matchs en Ligue 1.

## Affaire de dopage
il est suspendu par la FAF pour 4 ans pour avoir été contrôlé positif à un produit prohibé lors d'un contrôle antidopage effectué lors du match JSM Skikda - AS Khroub le 23 octobre 2015, comptant pour le Championnat d'Algérie de football. 
Son contrat avec la JSM Skikda est résilié.